# San Miguel (Los Santos)
San Miguel è un comune (corregimiento) della Repubblica di Panama situato nel distretto di Las Tablas, provincia di Los Santos. Si estende su una superficie di 10 km² e conta una popolazione di 116 abitanti (censimento 2010).